# Ingrid Tichy-Schreder
Ingrid Tichy-Schreder (* 3. Dezember 1941 in Wien) ist eine österreichische Unternehmerin und ehemalige Politikerin (ÖVP). Tichy-Schreder war zwischen 1979 und 1999 Abgeordnete zum Nationalrat.

## Ausbildung und Beruf
Tichy-Schreder besuchte zwischen 1947 und 1951 die Volksschule und im Anschluss von 1951 bis 1959 ein Realgymnasium. Danach absolvierte sie zwischen 1959 und 1960 einen Abiturientenkurs der Handelsakademie. Tichy-Schreder trat daraufhin 1960 in den Familienbetrieb ein und wurde Inhaberin und Geschäftsführerin der Firma Friedrich Schreder GesmbH. Zudem wurde sie im Großhandel mit Landesprodukten aktiv und ist seit 1992 Alleinprokuristin der „Maximilian Hauser GesmbH & Co KG, Handel und Agentur für Häute und Felle“ in Wien. Zudem ist sie seit 1993 Geschäftsführerin der „ZEG & SCHREDER HandelsgesmbH Wien“.

## Politik
Tichy-Schreder engagierte sich zu Beginn ihrer politischen Karriere in der ÖVP-nahen Jungen Wirtschaft und hatte zwischen 1974 und 1976 die Funktion der Bundesvorsitzenden der Arbeitsgemeinschaft Junge Wirtschaft in der Kammer der gewerblichen Wirtschaft inne. Sie war zudem zwischen 1975 und 2000 Kammerrätin der Wirtschaftskammer Wien und ab 1984 Bezirksparteiobmann-Stellvertreterin der ÖVP Wien-Liesing. Zudem leitete sie von 1982 bis 2000 das Referat „Frau in der Wirtschaft“ in der Bundeskammer der gewerblichen Wirtschaft und war von 1985 bis 2000 Vizepräsidentin der Wirtschaftskammer Österreich. 
Sie vertrat die ÖVP zunächst vom 5. Juni 1979 bis zum 4. November 1990 im Nationalrat und gehörte diesem erneut vom 22. November 1990 bis zum 6. November 1994 sowie vom 15. Dezember 1994 bis zum 28. Oktober 1999 an. Sie war Vorsitzende des Wirtschaftsausschusses und zwischen 1994 und 1999 Klubobmann-Stellvertreterin. Nachdem Tichy-Schreder den Großteil ihrer Funktionen 2000 zurückgelegt hatte, wurde sie 2003 zur Präsidentin der Europäischen Frauenunion (EFU) gewählt, in der sie seit 1976 engagiert war. 2007 wurde sie zuletzt in diesem Amt bestätigt.

## Auszeichnungen
- 1999: Großes Silbernes Ehrenzeichen mit dem Stern für Verdienste um die Republik Österreich[2]
- 2003: Großes Goldenes Ehrenzeichen des Landes Steiermark[3]